# Shinichi Kawaguchi
Shinichi Kawaguchi (河口 真一 Kawaguchi Shinichi?, nacido el 13 de junio de 1977 en Nagasaki) es un exfutbolista japonés. Jugaba de defensa y su único club fue el Avispa Fukuoka de Japón.

## Trayectoria

### Clubes
| Club           | País  | Año         |
| -------------- | ----- | ----------- |
| Avispa Fukuoka | Japón | 2000 - 2002 |